# شهرستان بدره
شهرستان بدره یکی از شهرستان‌های استان ایلام ایران است. مرکز این شهرستان، شهر بدره است.
این شهرستان در تاریخ ۲۹ خرداد ۱۳۹۲ از شهرستان دره‌شهر جدا شد و مستقل گردید.

## موقعیت جغرافیایی
شهرستان بدره از شمال غربی با شهرستان سیروان، از غرب با شهرستان ایلام، از جنوب غربی با شهرستان ملکشاهی، از جنوب با شهرستان دهلران، از جنوب شرقی با شهرستان آبدانان، از شرق با شهرستان دره‌شهر و از شمال شرقی با شهرستان رومشکان و از شمال با شهرستان کوهدشت استان لرستان همسایه است.

## تقسیمات کشوری
شهرستان بدره دارای ۲ بخش، ۵ دهستان و ۲ شهر به شرح زیر است:

### شهرستان بدره
| بخش     | مرکز بخش   | جمعیت بخش ۱۳۹۵ | نام دهستان | مرکز دهستان | جمعیت دهستان ۱۳۹۵ | شهر        | جمعیت شهر ۱۳۹۵ |
| ------- | ---------- | -------------- | ---------- | ----------- | ----------------- | ---------- | -------------- |
| مرکزی   | بدره       | ۱۰٬۴۷۵ نفر     | دوستان     | ولیعصر      | ۳٬۲۰۹ نفر         | بدره       | ۴٬۲۷۸ نفر      |
| مرکزی   | بدره       | ۱۰٬۴۷۵ نفر     | علیشروان   | پاکل گراب   | ۱٬۷۶۷ نفر         | بدره       | ۴٬۲۷۸ نفر      |
| مرکزی   | بدره       | ۱۰٬۴۷۵ نفر     | کلم        | کلم بالا    | ۱٬۲۲۱ نفر         | بدره       | ۴٬۲۷۸ نفر      |
| هندمینی | چشمه شیرین | ۶٬۹۰۶ نفر      | زارنگوش    | زرانگوش     | ۳٬۵۵۸ نفر         | چشمه شیرین | ۱٬۱۲۵ نفر      |
| هندمینی | چشمه شیرین | ۶٬۹۰۶ نفر      | هندمینی    | آب‌چشمه      | ۲٬۲۲۳ نفر         | چشمه شیرین | ۱٬۱۲۵ نفر      |

## جمعیت
بر پایه سرشماری عمومی نفوس و مسکن در سال ۱۳۹۵، جمعیت شهرستان بدره برابر با ۱۷٬۳۸۱ نفر بوده‌است.